# Ajeromi-Ifelodun
Ajeromi-Ifelodun est une zone de gouvernement local au Nigeria, se situant dans l'agglomération de Lagos.
C'est la plus grande ville et l'ancienne capitale du Nigéria.
Sa population est de 1 017 500 habitants en 2022.
Elle compte quelque 80 000 habitants au kilomètre carré, l'une des plus denses au monde.